# Gyula
Gyula  (in romeno Giula, in tedesco Jula, in croato Đula) è una città dell'Ungheria di 31928 abitanti (dati 2011). È situata nella contea di Békés ai confini con la Romania sul fiume Fehér-Körös.

## Storia
La città è menzionata per la prima volta in un documento nel 1313 a proposito di un monastero chiamato "Gyulamonostor". A partire dal 1332 l'insediamento intorno a questo monastero fu chiamato Gyula / Jula. L'origine del nome deriva dalla famiglia che fondò il monastero. Durante l'Impero Ottomano cambiò nome in Göle or Küle e fece parte della provincia di Timișoara.

## Società

### Evoluzione demografica
In base al censimento 2001 la città ha 32.967 abitanti così suddivisi in base alla etnia:
- Ungheresi 94,2%
- Rumeni 2,3%
- Tedeschi 1,6%
- Rom 0,4%
- Slovacchi 0,3%
- Altri 1,2%

## Attrazioni turistiche
Nella parte est della città sorge la vecchia fortezza oggi centro culturale. Nelle vicinanze sorge anche un complesso termale.
La chiesa ortodossa Rumena è stata costruita nel 1867.
Numerose, nel centro storico, piccole piazze pedonalizzate, molte delle quali con grandi fontane

## Amministrazione

### Gemellaggi
- Arad, Romania (1994)
- Bălți, Moldavia
- Budrio, Italia (1965)
- Ditzingen, Germania (1991)
- Droitwich, Regno Unito (2001)
- Krumpendorf am Wörthersee, Austria (1995)
- Miercurea-Ciuc, Romania (1993)
- Schenkenfelden, Austria (1997)
- Zalău, Romania (1991)